# کودیاپه
کودیاپه (به لاتین: Kudjape) یک منطقهٔ مسکونی در استونی است که در دهستان سارما واقع شده‌است. کودیاپه ۵۷۴ نفر جمعیت دارد.